# أنجي وارد
أنجي وارد (بالإنجليزية: Angie Ward) هي مقدمة برامج إذاعية أمريكية، ولدت في 12 يونيو 1968 في لاهويا في الولايات المتحدة.